# Glyptoperichthys parnaibae
Glyptoperichthys parnaibae és un peix de la família dels loricàrids i de l'ordre dels siluriformes que es troba a Sud-amèrica: conca del riu Parnaíba.
Els adults poden assolir 29 cm de longitud total.
És un peix d'aigua dolça i de clima tropical.